# Wydział Teatralny Wyższej Szkoły Sztuk Scenicznych w Bratysławie

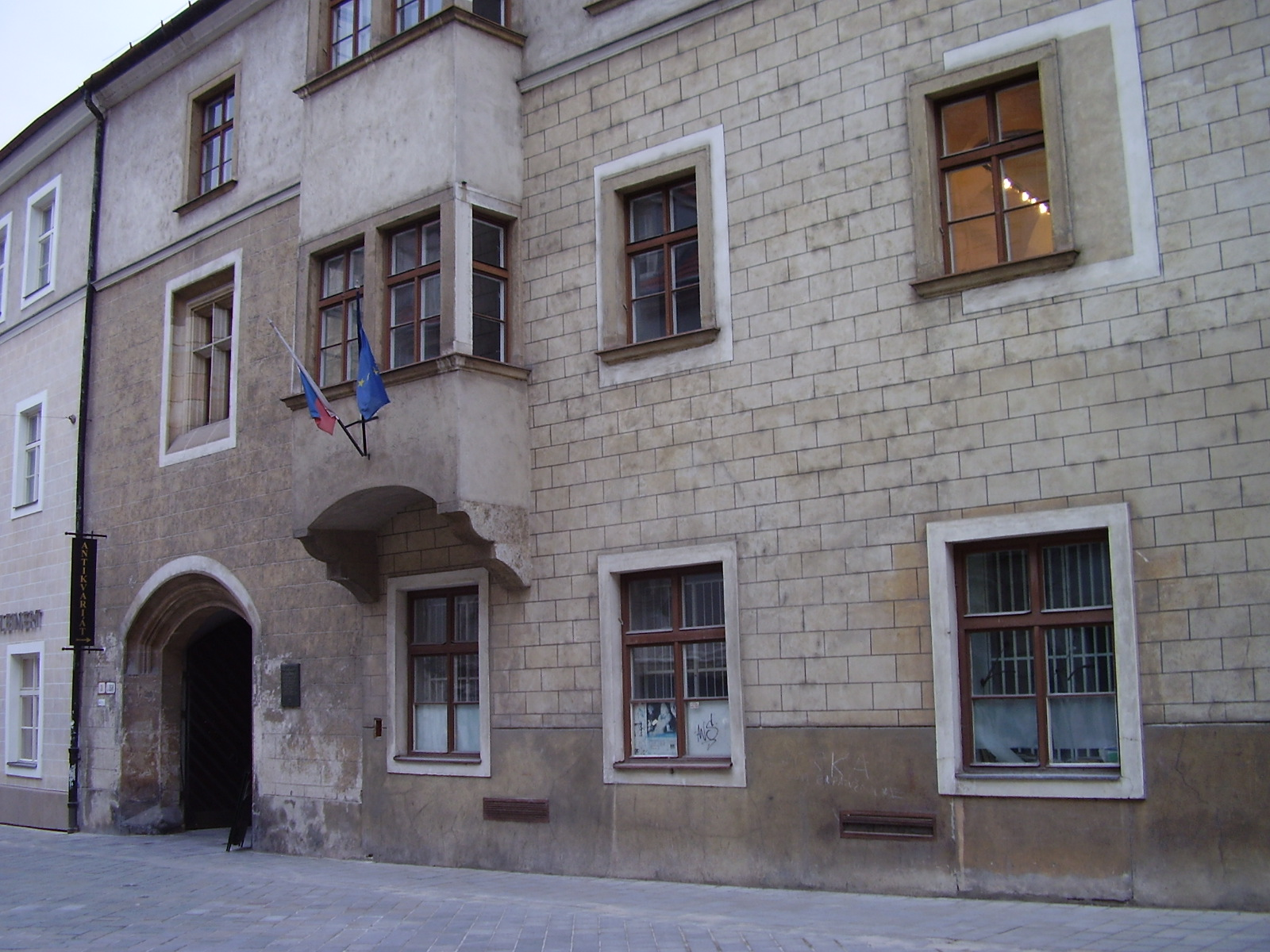
Obecny budynek Wydziału Teatralnego Wyższej Szkoły Sztuk Scenicznych w Bratysławie przy Ventúrskiej ulicy

Wydział Teatralny Wyższej Szkoły Sztuk Scenicznych w Bratysławie (słow. Divadelná fakulta Vysokej školy múzických umení v Bratislave) został założony 30 czerwca 1949 roku. Obecnie (2012) dziekanem wydziału jest mgr Peter Mikulík.
Wydział mieści się w budynkach dawnego Universitas Istropolitana przy ulicy Ventúrskiej oraz przy ul. Zochovej 1.

## Katedry wydziału[4]
- Katedra reżyserii i dramaturgii
- Katedra aktorstwa
- Katedra zaradzania teatrem
- Katedra scenografii
- Katedra lalkarstwa
- Katedra studiów teatralnych